# Kateryna Grygorenko
Kateryna Vasylivna Grygorenko (en ukrainien : Катерина Василівна Григоренко), née le 30 octobre 1985, est une fondeuse ukrainienne à Ostriv.

## Biographie
Kateryna Grygorenko participe à ses premières compétitions internationales junior en 2004. Elle est notamment douzième de la poursuite aux Championnats du monde junior en 2005 à Rovaniemi.
Chez les seniors, elle fait ses débuts en Coupe du monde en janvier 2006 à Lago di Tesero et en championnat du monde en 2007. 
Aux Jeux olympiques d'hiver de 2006, à Turin, elle est 40e de la poursuite, 44e du dix kilomètres classique, 8e du relais et 42e du trente kilomètres libre.
Aux Jeux olympiques d'hiver de 2010, à Vancouver, elle est 45e du dix kilomètres libre, 13e du relais et 26e du trente kilomètres classique, soit son meilleur résultat individuel en rendez-vous majeur.
En 2011, elle marque ses seuls points en Coupe du monde avec une 29e place finale au Tour de ski et une 25e place sur une étape. En 2013, elle obtient ses meilleurs résultats en championnat du monde avec une 30e place sur le trente kilomètres classique et une 10e place sur le relais. 
Aux Jeux olympiques d'hiver de 2014, à Sotchi, elle est 47e du skiathlon, 46e du dix kilomètres classique, 10e du relais et 35e du cinquante kilomètres libre. L'Ukrainienne fait ses adieux à la compétition de haut niveau aux Championnats du monde 2015 à Falun.
Aux Universiades, elle totalise huit médailles dont deux titres (cinq kilomètres libre et relais en 2013).

## Palmarès

### Jeux olympiques d'hiver
| Épreuve / Édition | Sprint                           | Sprint                           | 10 km                            | 10 km                            | Poursuite Skiathlon 2 × 7,5 km | 30 km | Relais | Relais   |
| Épreuve / Édition | libre                            | classique                        | libre                            | classique                        | Poursuite Skiathlon 2 × 7,5 km | 30 km | Sprint | 4 × 5 km |
| JO 2006 Turin     | —                                | Épreuve inexistante à cette date | Épreuve inexistante à cette date | 44e                              | 40e                            | —     | -      | 8e       |
| JO 2010 Vancouver | Épreuve inexistante à cette date | —                                | 45e                              | Épreuve inexistante à cette date | -                              | 26e   | —      | 13e      |
| JO 2014 Sotchi    | —                                | Épreuve inexistante à cette date | Épreuve inexistante à cette date | 46e                              | 47e                            | 35e   | —      | 10e      |

Légende :
- : pas d'épreuve
- — :  Épreuve non disputée par Antypenko

### Championnats du monde
| Épreuve / Édition           | Sprint                           | Sprint                           | 10 km                            | 10 km                            | Poursuite Skiathlon 2 × 7,5 km | 30 km | Relais | Relais   |
| Épreuve / Édition           | libre                            | classique                        | libre                            | classique                        | Poursuite Skiathlon 2 × 7,5 km | 30 km | Sprint | 4 × 5 km |
| Mondiaux 2007 Sapporo       | Épreuve inexistante à cette date | -                                | -                                | Épreuve inexistante à cette date | 48e                            | 38e   | —      | -        |
| Mondiaux 2009 Liberec       | 61e                              | Épreuve inexistante à cette date | Épreuve inexistante à cette date | -                                | -                              | 44e   | -      | -        |
| Mondiaux 2011 Oslo          | 51e                              | Épreuve inexistante à cette date | Épreuve inexistante à cette date | 35e                              | 33e                            | -     | -      | 12e      |
| Mondiaux 2013 Val di Fiemme | Épreuve inexistante à cette date | 69e                              | 53e                              | Épreuve inexistante à cette date | 43e                            | 30e   | —      | 10e      |
| Mondiaux 2015 Falun         | Épreuve inexistante à cette date | -                                | 37e                              | Épreuve inexistante à cette date | 42e                            | 41e   | —      | 11e      |

### Coupe du monde
- Meilleur classement général : 97e en 2011.
- Meilleur résultat individuel : 25e.

#### Classements en Coupe du monde
| Année     | Classement général final | Classement distance |
| 2010-2011 | 97e                      | 76e                 |

### Universiades
- Médaille d'or sur le cinq kilomètres en 2013 au Trentin.
- Médaille d'or sur le relais en 2013.
- Médaille d'argent sur le relais en 2011 à Erzurum.
- Médaille d'argent sur le cinq kilomètres en 2011.
- Médaille d'argent sur le skiathlon en 2013.
- Médaille de bronze sur la poursuite en 2011.
- Médaille de bronze sur le quinze kilomètres en 2011.
- Médaille de bronze sur le sprint par équipes mixte en 2011.